# Latrodectus karrooensis
Espèce
Synonymes
- Latrodectus indistinctus karrooensis Smithers, 1944

Latrodectus karrooensis est une espèce d'araignées aranéomorphes de la famille des Theridiidae.

## Distribution

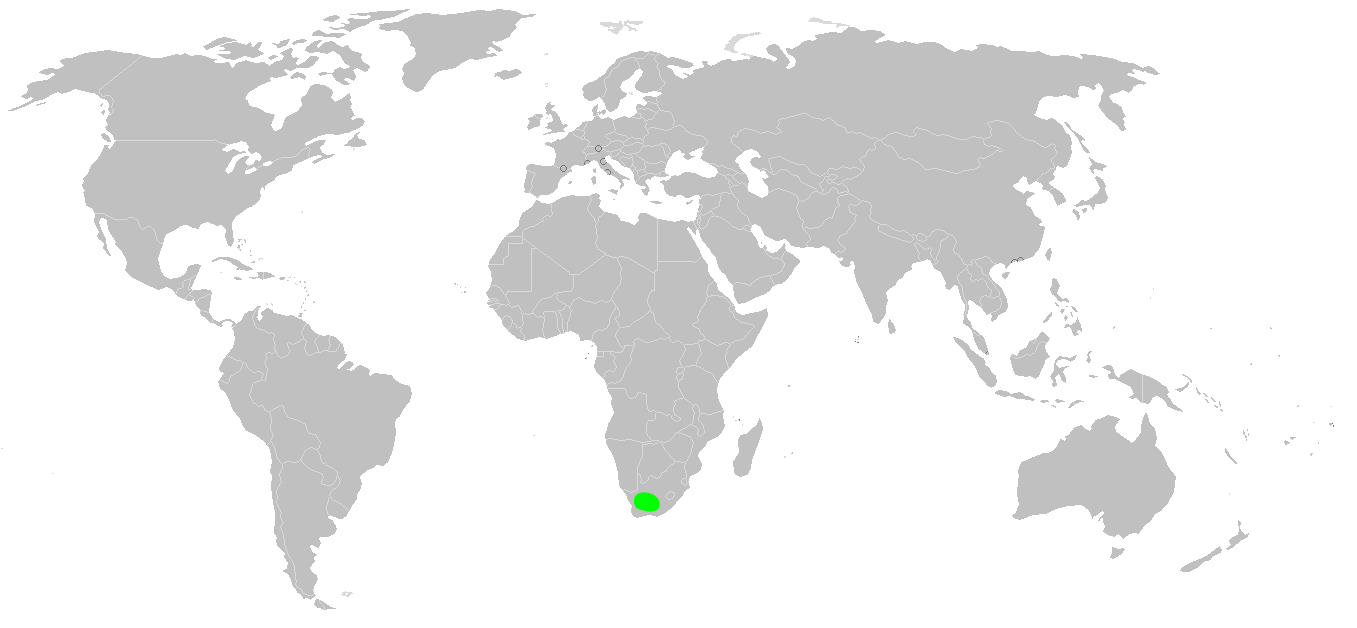
Distribution

Cette espèce est endémique d'Afrique du Sud. Elle se rencontre au Cap-Occidental et au Cap-du-Nord.

## Étymologie
Son nom d'espèce, composé de karroo et du suffixe latin -ensis, « qui vit dans, qui habite », lui a été donné en référence au lieu de sa découverte, le désert du Karoo.

## Publication originale
- Smithers, 1944 : Contributions to our knowledge of the genus Latrodectus (Araneae) in South Africa. Annals of the South African Museum, vol. 36, p. 263-312.